# Ruda Krakovețka, Iavoriv
Ruda Krakovețka (în ucraineană Руда Краковецька) este un sat în comuna Svîdnîțea din raionul Iavoriv, regiunea Liov, Ucraina.

## Demografie
Componența lingvistică a localității Ruda Krakovețka
     Ucraineană (98,23%)
     Rusă (1,28%)
     Alte limbi (0,32%)
Conform recensământului din 2001, majoritatea populației localității Ruda Krakovețka era vorbitoare de ucraineană (98,23%), existând în minoritate și vorbitori de rusă (1,28%).